# 外汇衍生品
外汇衍生品是一种金融衍生工具，其收益取决于两种（或多种）货币的外汇汇率。这些工具通常用于货币投机和套利，或用于對沖汇率风险。